# Mariene provincie Hawaï
De Mariene provincie Hawaï (37) (Engels: Hawaii marine province) is een biogeografische provincie en ligt in het centrale deel van de Grote Oceaan in het Marien rijk Oostelijke Indo-Pacific. De mariene provincie is vastgesteld door het World Wide Fund for Nature en The Nature Conservancy en is vernoemd naar Hawaï.
Het gebied grenst niet aan andere mariene provincies.

## Geografie
De mariene provincie ligt rond de eilandengroep Hawaï, inclusief de atol Johnston, in de Verenigde Staten.

## Biogeografie
Het gebied kent zeeleven dat houdt van tropische temperaturen.

## Mariene ecoregio's
De mariene provincie bestaat uit slechts één mariene ecoregio:
- Mariene ecoregio Hawaï (152)